# Лаво, Мария
Мария Катрин Лаво (англ. Marie Catherine Laveau; предположительно 10 сентября 1801 — 16 июня 1881) — верховная жрица («мамбо») луизианского вуду в Новом Орлеане XIX века и одна из самых влиятельных его жительниц того времени, ещё при жизни называвшаяся «Королевой вуду» и впоследствии ставшая героиней множества рассказов и фольклорных легенд. Её дочь — Мари Лаво II (англ. Marie Laveau II) — так же практиковала вуду.

## Биография
Считается, что она родилась в Новом Орлеане в 1794 году, в семье белого плантатора и свободной креолки. По другим свидетельствам, она родилась 10 сентября 1801 года. 4 августа 1819 года она вышла замуж за Жака (по другим источникам — Сантьяго) Пэриса, эмигрировавшего в Луизиану в 1809 году, через пять лет после победы Гаитянской революции; сохранилось свидетельство об их браке.
В 1820 году Жак умер при невыясненных обстоятельствах, и Мария стала работать парикмахером, обслуживавшим богатых клиентов. Она завела себе любовника по имени Кристоф, с которым жила до его смерти в 1835 году и от которого, как сообщается в легендах, родила пятнадцать детей, в том числе и Марию Лаво-младшую в 1827 году.
Мария Лаво считается одной из основательниц луизианского вуду, которая благодаря своим контактам с элитой города обеспечила себе множество нужных знакомств и покровителей в лице богатых и влиятельных людей. Местное христианское духовенство ненавидело её и несколько раз пыталось предать суду, однако связи в верхах общества спасали её. Видя своей основной задачей изменить бытовавшие среди белого населения представления о вуду как о «культе Сатаны», Мария ввела в вуду культ некоторых христианских символов, таких как распятие и статуи святых, чтобы постараться убедить недоброжелателей, что вуду имеет отношение к христианству. Благодаря своему таланту убеждения она в той или иной степени расположила к религии вуду многих богатых креолов Нового Орлеана, которые часто присутствовали на совершаемых ей обрядах, в том числе поклонению верховному лоа вуду Дамбале. Тем не менее, надёжных источников, которые освещали бы отдельные подробности её жизни, нет, зато существует большое количество легенд. В них сообщается, в частности, что Лаво обладала магическими способностями к гаданию и исцелению болезней, имела целую сеть осведомителей, чтобы быть в курсе городских событий, и даже содержала публичный дом.
Умерла 15 июня 1881 года в возрасте 79 лет и похоронена на кладбище Сент-Луиса. Её дочь Мария Лаво-младшая (умерла примерно в 1895 году) также практиковала вуду и после смерти матери стала фактически её преемницей; в связи с этим порой трудно установить, о какой именно Марии Лаво идёт речь в конкретной легенде.

## Образ в массовой культуре
- В 1971 году группой Redbone была выпущена песня, посвященная Марии Лаво, под названием: «The Witch Queen of New Orleans»
- В октябре 1982 года группа The Misfits и несколько поклонников были арестованы после концерта группы при попытке проникновения на кладбище, где похоронена Мария Лаво.[7]
- Упоминается в книге Нила Геймана «Американские боги» 2001 года.
- Присутствует как персонаж в игре BloodRayne 2002 года, вуду жрица, которую главная героиня должна уничтожить
- Упоминается в песне луизианского музыканта Грейсона Кэппса (en:Grayson CappsGrayson Capps) "Drink a Little Poison Before You Die".
- Упоминается в книге Аликса Аббигейла «Похороненная заживо Джулия Легар»
- Упоминается в серии книг «Ночная охотница» Джанин Фрост.
- В 2013 году группой Канцлер Ги & Брэган Д’Эрт была выпущена песня, посвященная Марии Лаво, под названием: «Mary La Vou»
- В октябре 2013 года вышел 3 сезон американского хоррор-триллера под названием «Американская история ужасов: Шабаш», одной из главных героинь которого выступила Анджела Бассетт в роли Марии Лаво.
- В 2016 году группа «Volbeat» выпустила альбом «Seal The Deal & Let’s Boogie», вторая композиция называется «Marie Laveau».
- Упоминается в 6 серии 1 сезона сериала «Леденящие душу приключения Сабрины» во время проведения ритуала экзорцизма силами ведьм. Мари Лаво призывают на помощь как одну из сильнейших умерших ведьм, наряду с другими популярными и известными именами.
- Является героиней в сериалах «Дневники вампира» и «Древние».
- Упоминается в игре Gabriel Knight "Sins of the fathers".[источник не указан 844 дня]
- В Москве есть бар под названием Мари Лаво, оформленный в стиле вуду. Расположен на улице Петровка, 30/7.